# Mesosemia patruelis
Mesosemia patruelis är en fjärilsart som beskrevs av Hans Ferdinand Emil Julius Stichel 1915. Mesosemia patruelis ingår i släktet Mesosemia och familjen Riodinidae. Inga underarter finns listade i Catalogue of Life.